# Balgö
Balgö é uma pequena ilha do Categate, na província histórica da Halland.

Pertence ao município de Varberg , do Condado de Halland .

Tem uma área de 1,9 km 2, e está desabitada, sendo uma reserva natural desde 1988.